# Serie 261 a 272 de CP
La Serie 261 a 272, también identificada como Serie 260, fue un tipo de locomotoras de tracción a vapor, utilizada por la Compañía de los Caminhos de Ferro Portugueses.

## Historia
Esta serie fue construida por la casa francesa Fives-Lille, y entregada a la Compañía de los Ferrocarriles Portugueses en dos fases, entre 1899 y 1904. Derivaban de locomotoras ya utilizadas por la Compagnie des Chemin de Fer du Nord, en Francia, siendo consideradas entre las más modernas de la época. Fueron las primeras máquinas compound de 4 cilindros, del sistema Du Bousquet-De Glehn, en Portugal.
Hicieron posible la circulación bisemanal del convoy Rápido de Galicia, así denominado por portar un coche-salón y restaurante directos a Vigo, y que tardaba cerca de 7 horas entre Lisboa y Oporto: alcanzaba una velocidad comercial de 48 km/h. Realizaban, igualmente, convoyes omnibus, siendo apartadas de este servicio por la Serie 181 a 186.

## Características
Esta serie estaba compuesta por 12 locomotoras a vapor con tender, numeradas de 261 a 272.

## Ficha técnica

### Características generales
- Número de unidades construidas: 12 (261-272)[1]
- Año de entrada en servicio: 1899-1904[1]
- Tipo de servicio: Vía[1]
- Tipo de tracción: Vapor[1]
- Fabricante: Fives-Lille[1]